# Директорат военной разведки (Бангладеш)
Директорат военной разведки (бенг. সামরিক গোয়েন্দা মহাপরিদপ্তর, англ. Directorate General of Forces Intelligence,DGFI) — ведущий орган правительства Бангладеш в сфере военной разведки. Наряду с Национальной службой безопасности и Специальным отделом полиции составляет разведывательное сообщество Бангладеш. Современное наименование получил в 1977 году, после очередной реорганизации, которую провёл президент Зиаур Рахман.

## Организационная структура и функции
Штаб-квартира Директората (неофициально именуется «Главная точка входа» (Key Point Installation)) находится на северо-востоке Дакки в районе Dhaka Cantonment, где расположены органы управления Вооруженными силами Бангладеш. Директорат возглавляет военный (Генеральный директор) в звании генерал-лейтенанта, который подчиняется непосредственно премьер-министру страны. Генеральный директор имеет семь заместителей (по числу функциональных подразделений (бюро) Директората) в звании бригадного генерала или равнозначному этому званию. Директорат имеет территориальные подразделения во всех 64 зилах страны, а также сеть секретной агентуры в стране и за рубежом. В сфере борьбы с терроризмом Директорат взаимодействует с батальоном быстрого реагирования и Специальным отделом полиции Бангладеш. Кроме того, Директорат выполняет функцию военной контрразведки (занимается отслеживанием ситуации в армии для предотвращения попыток военных переворотов).